# 中國廣核新能源
中國廣核新能源控股有限公司（簡稱：中廣核新能源，港交所：1811）是中国广核集团旗下公司，主要在中國及韓國從事電力供應，前身為「中國廣核美亞電力控股有限公司」、「中廣核美亞」、「中國廣核美亞電力控股」和「中國廣核美亞電力」。 
2010年9月9日，中国广核集团在华南地区投资建设的第一个风电项目-上川岛风电场并网发电。项目位處江门大广海湾经济区上川岛。
2014年9月，中國廣核美亞電力在香港進行公開招股，招股價範圍1.57港元至1.73港元。中國廣核美亞電力引入了南方電網、恒健國際投資、惠理基金、周大福及信達資產管理作為基石投資者。中國廣核美亞電力把上市發行價定為1.71港元，集資金額達17.7億港元。

## 外部連結
- 中國廣核新能源網站（页面存档备份，存于）